# Lex Luthor (Smallville)
Lex Luthor è un personaggio della serie televisiva Smallville, interpretato da Michael Rosenbaum. È l'adattamento della storica nemesi di Clark Kent/Superman, creata nel 1940 da Jerry Siegel e Joe Shuster nei fumetti dalla DC Comics. Nelle prime sette stagioni riveste uno dei ruoli principali; inizialmente il suo personaggio ha comportamenti benevoli seppur già ambigui, ma nel corso della serie evolve sempre più il suo lato oscuro, che infine prende il sopravvento.

## Biografia del personaggio
Figlio di Lionel e Lilian Luthor, il piccolo Lex, macilento e sofferente d'asma, conosce sin da piccolo sofferenza e senso di inadeguatezza: suo padre, ricco e potente proprietario delle LuthorCorp, è infatti cinico, senza scrupoli, fedifrago, impegnato in diverse attività illecite e intento a educarlo secondo i canoni di spietatezza che lo contraddistinguono; sua madre Lilian è invece una donna fragile e disperata, afflitta da gravi disturbi maniaco-depressivi causati dai comportamenti discutibili del marito e conseguentemente una madre affettuosa ma incapace di costituire un punto di riferimento stabile nella vita del fragile figlio.
Nell'ottobre 1989, apparentemente per caso, il piccolo Lex, all'età di nove anni, si trova assieme a suo padre a Smallville dove viene coinvolto nella drammatica pioggia di meteoriti che porta sulla Terra il piccolo Kal-El/Clark Kent e cambierà per sempre la sua vita: il bambino perderà i suoi peculiari capelli rossi e sarà costretto a sopportare uno stato di calvizie permanente; tuttavia smetterà di soffrire d'asma, grazie alle radiazioni meteoritiche, che gli daranno un super-sistema immunitario. Pochi anni più tardi accadrà ciò che sconvolgerà definitivamente l'animo del giovane Lex: sua madre, infatti, dà alla luce un bambino, il piccolo Julian, subito considerato da Lionel come un'occasione per poter iniziare una nuova vita.
Tuttavia la fragile Lilian, il cui equilibrio mentale è sempre più instabile, consapevole della crudeltà di Lionel e del fatto che un giorno farà di tutto per mettere i due figli l'uno contro l'altro, uccide il piccolo Julian sotto gli occhi inermi di Lex, che deciderà di assumersi la responsabilità dell'infanticidio per proteggere la madre dall'ira di Lionel. Sarà questo episodio ad allontanare definitivamente padre e figlio: Lionel vedrà per sempre Lex come colui che lo ha privato del figlio minore, Lex dovrà affrontare invece il disprezzo di suo padre, la sofferenza per la morte del fratellino e il dolore per l'acuirsi sempre maggiore dello stato depressivo della madre, che la porterà infine alla morte. Il giovane Lex incontrerà dei problemi anche nel campo delle amicizie: iscrittosi alla Excelsior Academy, Lex verrà spesso schernito dai suoi compagni di scuola, capitanati dal ricco Oliver Queen per via della calvizie e del carattere introverso e in alcuni flashback emerge chiaramente il profondo stato di solitudine in cui versava, testimoniato da diversi episodi, come ad esempio una festa di compleanno a cui nessun compagno di scuola decise di presentarsi. Lionel cattura il piccolo Davis Bloome, credendo che fosse il "Viaggiatore", un alieno che sarebbe dovuto arrivare sulla Terra il giorno della pioggia di meteoriti. Lex stringe amicizia con Davis, ma quando Lionel scopre che non si tratta del "Viaggiatore" decide di abbandonarlo sul ciglio di una strada, e Lex torna ad essere solo.
L'unico che durante gli anni dell'adolescenza gli sarà amico è Duncan Allenmeyer, ragazzo di bassa estrazione sociale, alla cui morte contribuirà involontariamente lo stesso Lex. Questo difficile background familiare è indispensabile per comprendere a fondo la natura del personaggio: tremendamente affascinante, intelligente, a tratti geniale, colto, amante della musica classica, di letteratura e storia, il giovane Lex appare contemporaneamente scaltro, sagace, sarcastico, brillante, freddo, nonché ambiguo: è perennemente in conflitto fra il suo lato positivo e il suo lato oscuro al quale alla fine cederà, derivato anche dalle numerose sofferenze affrontate durante la vita. Lex conosce, oltre l'inglese, il tedesco e il giapponese ed è cattolico. Finiti gli studi, Lex inizia una vita all'insegna della trasgressione e del divertimento, tra ragazze, locali notturni, e problemi con la legge. Lionel, stanco della continua mancanza di responsabilità del figlio, gli dà l'incarico di occuparsi dello stabilimento della Luthor Corp che si trova a Smallville, Lex vede tutto questo come un insulto per lui.
Arrivato a Smallville, diventa ossessionato, come del resto suo padre, dalla ricerca della verità circa la pioggia di meteoriti e dedica l'intera sua esistenza a scoprire il segreto del suo migliore amico Clark Kent (è tanto ossessionato da spiarlo, e da dedicargli un'intera stanza in cui raccoglie informazioni), a cui, almeno durante le prime stagioni, è legato da un sincero sentimento di forte amicizia e ammirazione, dopo che quest'ultimo salva la vita di Lex, che per errore lo aveva travolto con la macchina scaraventandolo in un fiume; Lex non si spiegherà mai come Clark sia potuto sopravvivere. Per il tormentato ed infelice Lex, nato e cresciuto in una famiglia segnata dalla menzogna e dalla tragedia, Clark, sembra rappresentare tutto ciò che non potrà mai essere, e questo gli causa infatti una profonda gelosia verso quest'ultimo e un grande sentimento di inferiorità. Lex si sente in debito con Clark e allora cerca di aiutare lui e la sua famiglia in tutti i modi possibili, ma viene spesso respinto da Jonathan (il padre adottivo di Clark), perché è un Luthor. Come favore nei confronti di Clark, Lex prova in tutti i modi a fargli avere un appuntamento con Lana Lang, la ragazza di cui sono entrambi innamorati. Lex è un collezionista di fumetti di "Warrior Angel", di cui è un fan da quando era bambino. Viene anche rinchiuso per alcune settimane nel manicomio "Belle Reeve" (da dove tenta la fuga) a causa di un crollo nervoso causato dalle droghe allucinogene che gli sono state somministrate da Lionel e Morgan Edge (che verrà poi ucciso dallo stesso Lex) per farlo sembrare pazzo, visto che aveva scoperto che suo padre e Morgan, da ragazzi, avevano ucciso i genitori di Lionel per spartirsi l'assicurazione; prima di venire rinchiuso vede Clark usare i suoi poteri, ma nessuno gli crede pensando ad un'allucinazione, però perde questo ricordo insieme ad altri della sua infanzia dopo l'elettroshock, che subirà prima di venire rilasciato; Lex, grazie a Chloe Sullivan, riuscirà comunque a trovare delle prove per incriminare e far arrestare suo padre, che comunque uscirà di galera poco dopo. Un episodio determinante che mette in luce il vincolo di odio/dipendenza che unisce Lex al padre viene messo in evidenza quando Chloe, che tramite l'esposizione a un gas a base di kryptonite aveva ottenuto temporaneamente il potere di estorcere la verità a una persona solo rivolgendole la parola, costringe Lex ad ammettere che il suo desiderio di rivaleggiare con il padre e di distruggerlo, è solo un modo disperato di attirare la sua attenzione sperando un giorno di farsi amare da lui, infatti benché sia lampante quanto Lex ne beneficerebbe se si emancipasse abbandonando Lionel per poi costruirsi una vita serena, lui si rifiuta di farlo pur sapendo che non avrà mai da Lionel quell'affetto che tanto brama. Successivamente, grazie alle cure avute nell'istituto Summerholt, Lex riesce a riavere parte dei ricordi perduti, nulla riguardo ai poteri di Clark, ma ricorda il summenzionato infanticidio della madre ai danni del fratello minore e decide di rivelarlo al padre, Lionel resta sconvolto da questa scoperta e, arrabbiato e triste, chiede a Lex spiegazioni sul perché si sia preso la colpa e la risposta del figlio è che la madre amava talmente tanto lui e suo fratello minore da sapere che il modo di amare di Lionel avrebbe distrutto anche il secondogenito, Lex a quel punto era l'unico erede in vita di Lionel e quindi era sicuro che Lionel, pur odiandolo, non lo avrebbe ucciso, mentre la madre sarebbe stata "l'agnello sacrificale", così la definisce Lex. La rivelazione fa sentire Lionel terribilmente in colpa, perché se avesse saputo la verità avrebbe amato Lex, ma ormai quest'ultimo ha capito che pure alla luce della verità il loro rapporto non può più essere salvato, lasciando il padre in balia dei suoi pensieri e sensi di colpa. Il giovane Luthor tenta più di una volta di aprire la LexCorp. ma invano. In un'esperienza di "pre-morte" vede sua madre che gli dice che in futuro avrebbe ucciso e fatto soffrire tante persone, diventando così un simbolo di morte e sofferenza (lo dice mostrandogli un guanto nero alla mano destra che prima Lex non aveva), mentre se farà le scelte giuste potrebbe avere la vita perfetta; anche l'anziana veggente Cassandra Carver, quando prevede il futuro e il destino di Lex lo vede Presidente degli Stati Uniti alla Casa Bianca, vestito di bianco splendente e con un guanto nero alla mano destra, fuori c'è il sole, ma quando esce e va nel campo di girasoli intorno alla casa e ne tocca uno, muoiono tutti trasformandosi in scheletri umani, il cielo si annuvola e inizia a piovere sangue; la mostruosità, la paura e la sofferenza che Cassandra ha visto nel futuro di Lex la uccide. Lex cerca di usare Jason Teague per trovare le 3 pietre della conoscenza kryptoniane (che se macchiate di sangue richiamerebbero Brainiac e i discepoli di Zod sulla Terra), ma fallisce e viene tradito e quasi ucciso da Jason e da sua madre Genevieve. Dopo che Victor Stone ha un incidente mortale con la sua famiglia, Lex recupera il suo cadavere, e lo resuscita innestandogli delle parti robotiche, trasformandolo in "Cyborg", ma prima che Lex possa innestargli un chip per controllarlo nel cervello, Victor scappa con l'aiuto di Clark. Lex trova un nemico anche in Arthur Curry (Aquaman), che vuole impedirgli di mettere in funzione il "Leviatano": un'arma sonar sottomarina che potrebbe distruggere la fauna marina, annientando il suo mondo; però AC distrugge il "Leviatano" con l'aiuto di Clark. Crea anche il progetto "33.1" per rinchiudere e studiare i mutanti (che lui considera pericolosi per il Mondo), arrivando perfino a ucciderli a causa dei suoi esperimenti illegali. Il suo piano prevede, oltre alla protezione del mondo, anche la creazione di supersoldati, con abilità speciali, al suo servizio. Successivamente, l'appena formatasi Justice League: Clark/Superboy, Oliver Queen/Freccia Verde, Bart Allen/Impulse, Victor Stone/Cyborg e Arthur "AC" Curry/Aquaman distruggerà tutti i suoi laboratori illegali sparsi per il mondo.
Stringe un'ambigua alleanza con il professor Milton Fine, e inizia a raccogliere tutti i virus più letali del pianeta, per creare un vaccino, per paura di qualche attacco di alieni attirati dalla navicella spaziale che custodisce nei suoi laboratori. Milton successivamente rivela di essere Brainiac, l'essere uscito dalla navicella, e dopo aver inoculato una dose di vaccino a Lex, distrugge le altre dosi, il motivo di queste azioni si rivelano quando Fine decide di liberare dalla Zona Fantasma (una prigione kryptoniana per i più pericolosi criminali) lo spirito del Generale Zod, il criminale che ha distrutto Krypton, usando il corpo di Lex come veicolo. Zod rinchiude Clark nella Zona Fantasma e inizia a seminare il caos a Metropolis, cercando di ricreare Krypton, ma poi Clark riuscirà a scappare e a rimandare Zod nella prigione dimensionale da cui era evaso, liberando Lex dalla possessione.
Nella settima stagione viene salvato, mentre è in trappola sott'acqua, da Kara, cugina di Clark, e vedendo ciò come un miracolo deciderà di espiare le sue colpe, Lex sembra così tornare, almeno inizialmente, buono come nelle prime stagioni, infatti deciderà di farsi arrestare per le illegalità compiute, riuscirà a salvare il padre dalle grinfie di Lana facendo tornare quest'ultima a Smallville e cercherà sinceramente di riallacciare i rapporti con Clark, aiutandolo in diverse occasioni e mostrandogli il vero lato di Lana. Nonostante ciò, a metà stagione, a causa delle sue ossessioni, diverrà nuovamente crudele, infatti ingaggia Dinah Lance/Black Canary per uccidere Oliver Queen che lei crede voler uccidere Lex, ma quando essa scopre l'inganno si allea alla JLA. Acquista il Daily Planet, da cui licenzia Chloe Sullivan, e poi, grazie al progetto di clonazione "Gemini" della LuthorCorp, clona suo fratello Julian e lo mette a dirigere il Daily Planet con il nome di Grant Gabriel, ma quando nota che Lionel preferisce Julian a lui paga un sicario per assassinarlo, inscenando una rapina. Quando Kara (la cugina kryptoniana di Clark) ha un'amnesia, lui tenta di studiarla e di farle tornare la memoria per scoprire da lei il segreto che da tanti anni spera di scoprire da Clark, ma senza successo. Scopre anche che suo padre faceva parte di un'associazione segreta chiamata "Veritas" (tutti i membri furono assassinati da Lionel), fondata da Virgil Swann e l'assistente Bridgette Crosby, e che lo scopo di questa organizzazione era di proteggere il "Viaggiatore". Lex capisce che Lionel preferisce Clark (il "Viaggiatore") al suo vero figlio, e i due hanno un'animata discussione in un ufficio della LuthorCorp. Lionel continua a difendere il segreto di Clark, e Lex, sentendosi nuovamente rifiutato e ossessionato dall'idea di vendicarsi del padre e del vecchio amico, lo spinge fuori dalla vetrata dell'ufficio, uccidendolo (lo farà poi passare per un suicidio). I sensi di colpa per l'omicidio lo tormenteranno per un po' di tempo, tramite le allucinazioni di se stesso bambino (che rappresenta la sua coscienza e la sua parte buona), che alla fine Lex ucciderà dicendo che lo faceva essere debole. A rivelare a Lex la vera natura di Clark è Brainiac. A questo punto, poiché Clark gli ha tenuta nascosta la verità, si convince che questi sia una minaccia per il mondo e l'umanità. Lex trova una sfera kryptoniana (la stessa da cui poi uscirà il giovane clone di Zod) creata da Jor-El per impedire a Clark di distruggere la Terra nel caso fosse diventato una minaccia, con cui, dopo un acceso dibattito con l'ex-amico sul fatto che il suo destino era sempre stato di proteggere il mondo dalle minacce come Clark, Lex posiziona la sfera nei cristalli della Fortezza della solitudine di Clark (la cui ubicazione è stata rivelata a Lex proprio dalla sfera) che crollando li sotterrano entrambi; prima di venire travolto dal ghiaccio e dalla neve, Lex dimostra un ultimo, lieve sentimento di affetto nei confronti di Clark.
Nell'ottava stagione, Lex viene ritenuto morto, ma diverse persone (tra cui Clark, Lana e Oliver) non ne sono del tutto convinte. Infatti, anche se gravemente ferito e attaccato a macchinari che lo tengono in vita, Lex è ancora vivo e muove le redini degli eventi da dietro le quinte, spiando le mosse dei suoi nemici tramite un chip nascosto nel nervo ottico di Tess Mercer (il cui vero nome è Lutessa Lena Luthor, e che, per volontà testamentaria dello stesso Lex, ha assunto il ruolo di dirigente della LuthorCorp). Lex, tramite la LuthorCorp, ordina a degli scienziati di costruirgli la tuta "Prometheus", una tuta ad alta tecnologia in grado di donare le stesse abilità di Clark e in più consente di assorbire kryptonite, per poterla usare come arma contro i kryptoniani. La tuta avrebbe consentito a Lex di guarire definitivamente, ma gli viene sottratta da Lana. Successivamente Lex assolda Winslow Schott/Giocattolaio (un paranoico ossessionato dalle bombe-giocattolo), per uccidere i suoi nemici. Dopo aver costretto Clark e Lana a separarsi definitivamente, rimane apparentemente ucciso nell'esplosione del camion in cui si nascondeva, tramite una bomba-giocattolo usata da Oliver. Nonostante tutto il male che Lex ha causato, Clark gli mostra un ultimo segno di rispetto davanti ai resti del camion.
Nella nona stagione, Kent Nelson/Dottor Fate svela a Clark che quest'ultimo è destinato a diventare il più grande eroe del mondo, e aggiunge: "sebbene Lex Luthor sia il tuo avversario finale tu trionferai su di lui", lasciando incredulo Clark. Quando Zod ferisce Clark con la kryptonite blu, questi (sospeso in una dimensione tra la vita e la morte) vede Lex in un campo, ma, prima che possa incontrarlo, viene salvato dalla fidanzata Lois Lane.
Nella decima stagione viene svelato che, nei Laboratori Cadmus, Lex aveva creato svariati cloni di se stesso per poter guarire le sue ferite, ma molti sono nati con gravissime malformazioni e poi morti, mentre 2 risultano quasi dei successi: un clone con invecchiamento precoce (LX-13) che distrugge la maggior parte degli altri cloni e che prova a vendicarsi di Clark per poi morire di vecchiaia e un bambino con crescita accelerata che è il risultato della fusione dei DNA di Lex e Clark (LX-15), che verrà adottato da Tess col nome Alexander. Quest'ultimo teme Clark, e prova ad ucciderlo con proiettili alla kryptonite, prima di incontrare un malvagio Lionel (giunto da un'altra dimensione) che prova a plagiarlo. L'odio di Alexander verso Lionel lo porta a cercare di uccidere lui e Martha Kent, bruciando il castello Luthor. Martha e Lionel vengono salvati da Clark. Dopo poco perde la memoria e inizia a manifestare i poteri kryptoniani. Sarà poi chiamato Conner Kent e diventerà un eroe. Nei laboratori PreClox (situati sotto il castello Luthor), Lex riprende a vivere nel clone composito LX-0 grazie a un patto tra suo "padre" e la forza oscura Darkseid: nessun clone era veramente riuscito, ma usando le parti clonate perfettamente, è stato "creato" un corpo praticamente perfetto, definito da Lionel un capolavoro. Il corpo manteneva però ancora delle cicatrici (tra cui una grave deturpazione alla mano destra), e in più gli mancava il cuore. Lionel progettava di usare il cuore di Conner, ma fallendo tentò con quello di Tess, che però ferisce a morte il "padre". In fin di vita, Lionel, decide di donare il suo cuore al "figlio", cedendo la sua anima e il suo corpo a Darkseid. Successivamente Lex si reca al castello Luthor e incontra il suo vecchio rivale Clark (che cercava Tess); nella loro discussione emerge il fatto che il loro destino sarà collegato e, sebbene Clark rivestirà il ruolo dell'eroe e Lex quello del nemico, in essi sarà sempre vivo un barlume di amicizia nei confronti l'uno dell'altro. Dopo che Clark, sotto incoraggiamento dell'ex amico, si reca a fermare Darkseid, Lex giunge alla LuthorCorp dove incontra la sorellastra Tess, rivelandole di aver sempre saputo della loro parentela. Capendo che è stata lei a sparare a Lionel, Lex, pur di non farla diventare come lui, la pugnala dicendole che la sta salvando perché le vuole bene. Tess, prima di morire, strofina su una guancia di Lex una neurotossina che gli cancellerà la memoria, e che era stata creata da Lex stesso anni prima nell'istituto Summerholt. Prima di perdere i ricordi, Lex rivive la sua storia tramite le sue memorie, partendo dalla drammatica infanzia arrivando fino al crollo della Fortezza. Prima che Clark, ormai Superman, respinga Apokolips (l'infernale pianeta di Darkseid), esso fa crollare l'insegna della LuthorCorp., la cui scritta diventa LXCorp.
Nel 2018, Lex viene eletto Presidente degli Stati Uniti; e quando viene annunciato in televisione, si vede l'uomo con un guanto nero alla mano destra e il vestito bianco: il destino di Lex Luthor è compiuto.

### Undicesima stagione a fumetti
A seguito del successo della serie, è stata realizzata un'undicesima stagione a fumetti. In essa si racconta che sono passati sei mesi da quando Apokolips ha rischiato di schiantarsi contro la Terra. Lex ha ripreso il totale controllo della LXCorp., considera Superman una minaccia e sta lavorando a un progetto chiamato Guardian che riguarda alcune piattaforme di controllo spaziali. Lex incontra anche il mite reporter Clark Kent e dice di aver saputo tramite alcuni articoli che loro erano amici da giovani, e gli chiede come ciò sia possibile; Clark risponde fugacemente che è successo quando erano giovani. Lex, in seguito, comincia ad avere delle allucinazioni di sua sorella Tess e si sottopone a una risonanza magnetica per capire il motivo: sorprendentemente, il medico lo informa che la sua mente non solo è sana ma che opera in percentuale maggiore a causa della neurotossina che gli ha cancellato i ricordi, e gli consiglia di consultare un terapeuta per le sue allucinazioni su Tess; ciononostante, il fantasma di questa continua a perseguitarlo, come una sorta di esternazione del suo senso di colpa. In seguito, organizzando la sua prima conferenza stampa, Lex ordina al suo assistente Otis di trovare tutte le ricerche sulla neurotossina che Tess ha usato su di lui. Alla conferenza stampa, Lex viene subito interrotto da Lois, che gli chiede dove sia stato e gli fa delle domande anche sulla morte di Tess: Lex risponde che sua sorella è sempre nei suoi pensieri e che prima di suicidarsi si era messa in contatto con lui; afferma di essersi esiliato per sfuggire all'identità Luthor, ma, poiché all'impresa di famiglia occorrevano vari cambiamenti, è tornato di persona a capo dell'ex LuthorCorp, ormai LexCorp. Lex, inoltre, accusa la Justice League di combattere dei banali crimini commessi da semplici uomini, quando invece la LexCorp è prossima ad inviare nello spazio la prima piattaforma Guardian, per difendere l'umanità da una misteriosa minaccia aliena. Lois, scettica, chiede se sia in grado di trovare così in fretta un pilota per questa iniziativa e Lex presenta a tutti l'ex comandante Hank Henshaw. Oliver aggredisce Lex, dicendogli che i militari fermeranno il progetto, sapendo di cosa Luthor sia in grado, anche se Lex non lo crede. Oliver aggiunge di sapere esattamente ciò di cui Lex è capace, ma Luthor risponde di non sapere di cosa parla, avendo perso la memoria. Oliver minaccia Lex di rivelare l'omicidio di Tess, ma Lex chiede a Queen che cosa succederebbe se il mondo sapesse che sta costruendo una base segreta sulla Luna per la sua squadra. Successivamente Lex afferma di essere contento di aver dimenticato anche il loro rapporto quando erano a scuola. Hank ha un incidente durante la missione e viene salvato all'ultimo da Superman, ma rimane comunque gravemente ferito e in coma. Superman è convinto che l'incidente sia stato causato proprio da Lex stesso, e, sfondando una finestra degli uffici della LexCorp, accusa Luthor dell'incidente. Lex stava aspettando proprio l'arrivo del kryptoniano. Lex si dichiara innocente e dà la colpa a Superman, dicendo che sia strano che il supereroe si trovi sempre nei punti degli incidenti. Successivamente degli elicotteri militari, guidati dal generale Sam Lane (il padre di Lois), dichiarano Superman in arresto, ma l'Uomo d'Acciaio si rifiuta e fugge. Lex fa trasformare Hank in un robot, dicendo che è l'unico modo per salvarlo. Una volta sveglio, Hank prova a vendicarsi di Lex. Dopo che Terri, la moglie di Hank, incolpa Superman dell'accaduto, Henshaw si convince di poter essere un eroe migliore del kryptoniano, e i due si affrontano mentre Lex assiste. Tornato in sé, Hank si scusa con Clark. La mattina seguente, mentre la finestra dell'ufficio della LXCorp sta venendo riparata, Superman appare per scusarsi con Lex, dicendo di averlo giudicato male. Ma in quel posto, l'Uomo d'Acciaio scopre che l'incidente della navetta contenente Hank non è stato casuale: è stato realmente causato da Lex. Lex spiega che il piano comprendeva la comparsa di Superman sulla scena dell'incidente, in modo tale che fosse rivestito dalle radiazioni (non dannose) di un particolare isotopo che permettono a Luthor di tracciare costantemente la posizione del suo nemico, tramite i suoi satelliti. Superman dice aggressivamente a Lex che la loro "sfida" non sarebbe ancora finita, e poi lascia gli uffici della LXCorp.

## Caratterizzazione

### Vita sentimentale
La vita sentimentale del giovane Luthor sarà ugualmente tormentata e caratterizzata da numerosi flirt, come quello con l'arrivista Victoria Hardwick, e da tre matrimoni fallimentari: il primo con la seducente Desirée Hatkins che si scoprirà poi essere una contaminata da meteorite capace di plagiare gli uomini grazie ai suoi feromoni particolarmente sviluppati, prova poi ad attentare alla vita di Lex ma Clark riesce a salvarlo, mentre Desirée viene arrestata, e Lex ottiene l'annullamento del matrimonio.
Lex si risposa con la dottoressa Helen Bryce, lei effettivamente è stata l'unica persona nella vita di Lex che sia stata realmente capace di tirare fuori il suo lato migliore, tanto che Lex pur di starle accanto sembra sul punto di abbandonare le sue bieche ossessioni, Helen sembra rappresentare per Lex il barlume di speranza per la felicità, tanto da riuscire quasi ad allontanarsi dell'influenza tossica di Lionel. Dopo il matrimonio però emerge la natura crudele e manipolatrice di Helen, lei voleva sposare Lex solo per ucciderlo e impadronirsi delle sue ricchezze, benché ammetta di amarlo per davvero, tuttavia Lex riesce a smascherarla e quel punto Helen fugge, Lex non sembra interessato a trovarla e a vendicarsi, tra l'altro il fatto di essere sopravvissuto al tentativo di Helen di ucciderlo nell'evoluzione di Lex ciò non ha fatto altro che alimentare la propria arroganza.
Il terzo matrimonio di Lex è con Lana Lang, la donna che il giovane ha amato più di tutte, purtroppo Lex ormai incapace di contenere la propria crudeltà e bramosia, vede in Lana solo un pretesto per alimentare la sua natura dispotica e manipolatrice. Lana inconsapevolmente esalta la malvagità di Lex che pur di averla tutta per sé le farà credere di essere incinta per costringerla a sposarlo, e poi le farà credere di aver perso il bambino, poi però lei scoprendo questo inganno e altre attività illecite, ed essendo ancora innamorata di Clark, lo lascerà e cercherà più di una volta di vendicarsi di lui, lei infatti lo disprezza anche se Lex continuerà ad amarla morbosamente.

### Amicizia con Clark
Il rapporto tra Clark e Lex è uno dei principali della serie, iniziato come una stretta amicizia, finirà però per diventare una forte rivalità tra i due.
Lex è stato per le prime tre stagioni il migliore amico di Clark, aiutandolo più di una volta anche nelle situazioni più gravi. Nonostante le intenzioni del giovane Luthor siano sincere, la sua ossessione per il segreto di Clark lo porterà a raccogliere informazioni su di lui, e a degradare il loro rapporto fino alla rottura della loro amicizia.
Nella quarta stagione, Lex riuscirà a tornare amico di Clark, mostrandogli che non aveva più segreti. Le cose tornano normali tra i due fino a quando Lex cercherà di nuovo di scoprire la verità sul giovane Kent, che porterà alla rottura definitiva della loro amicizia.
Dalla quinta stagione Lex, non avendo più l’influenza positiva dell’amicizia a sostenerlo, cadrà sempre di più nel suo lato oscuro, imprigionando varie persone per studiarne i poteri. Nonostante i loro contrasti, i due continueranno a mantenere rapporti civili tra loro, fino a che Clark non scoprirà della relazione segreta tra Lex e Lana. Da lì, sebbene Lex avesse provato a riallacciare i rapporti con il vecchio amico, Clark si sentirà tradito da lui fino a diventare completamente un suo nemico nella sesta stagione.

## Accoglienza

### Riconoscimenti
Michael Rosenbaum è stato candidato più volte ai Saturn Award alla categoria Migliore attore non protagonista in una serie televisiva per la sua interpretazione di Lex Luthor. La prima nomination è arrivata nel 2002, nel quale ha vinto per la prima ed unica volta il premio. Nello stesso anno è stato candidato anche per Cinescape, insieme alla co-star Kristin Kreuk, interprete di Lana Lang. Ha ricevuto altre candidature al Saturn Award in tutti gli anni dal 2003 al 2006.. Rosenbaum è stato candidato ai Teen Choice Awards nel 2002 e 2003. Nel 2007, 2008 e nel 2009 è stato candidato come villain ai Teen Choice Awards.